# Storia dell'istruzione in Italia
La storia dell'istruzione in Italia si riferisce all'evoluzione dell'istruzione scolastica in Italia a partire dal periodo medioevale fino ai giorni nostri.

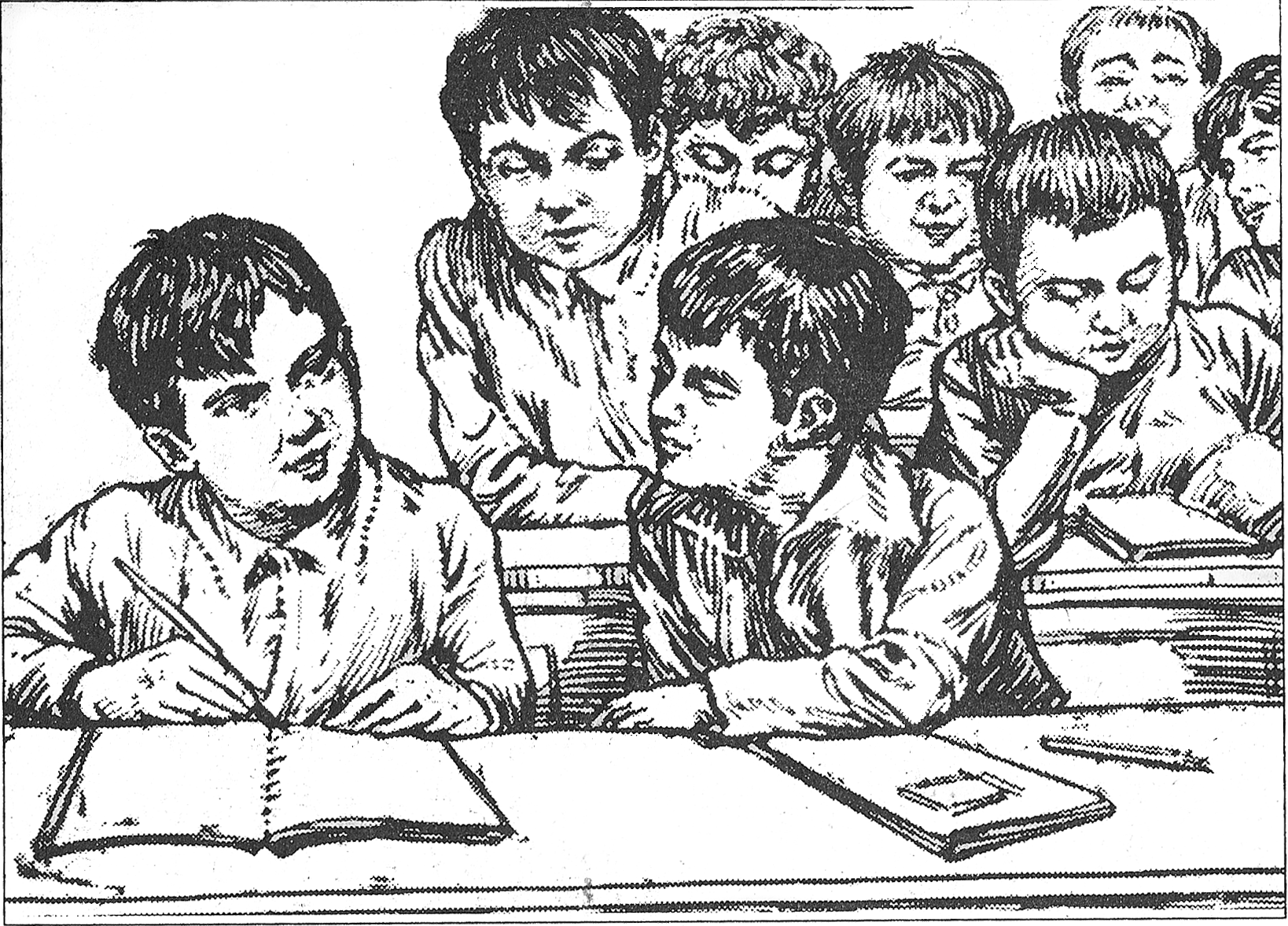
Illustrazione dal libro Cuore (1886)

## Medioevo
Nel medioevo, l'istruzione e la scolarizzazione in Italia erano fornite interamente dalla Chiesa, e non è documentata l'esistenza di scuole laiche. In maniera sintetica, si può dire che vi erano solo tre tipi di scuole (religiose):
- scuole parrocchiali, che fornivano un'alfabetizzazione di base,
- scuole vescovili,
- scuole cenobiali dell'ordine benedettino.

Le scuole parrocchiali davano un'istruzione limitata, ma erano comunque le uniche accessibili, per quanto la maggioranza delle famiglie non potesse permettersi di rinunciare al lavoro dei figli anche in giovanissima età. La condizione normale per la gran parte della popolazione in tutta Europa era, quindi, l'analfabetismo. La funzione delle scuole religiose era essenzialmente la preparazione del clero, o meglio di una sua parte minoritaria. Alcune delle scuole vescovili e cenobiali ammettevano però come studenti anche alcuni laici. Il livello medio di istruzione era comunque molto basso anche tra i nobili, tra i quali era diffuso l'analfabetismo. Alcune famiglie assumevano però religiosi come precettori privati per i propri figli.
La situazione della scuola inizia a cambiare nel XII secolo e si trasforma profondamente nel corso del secolo successivo. Nell'ambito delle scuole religiose, mentre le scuole parrocchiali tendono a sparire, per l'insegnamento superiore i benedettini vengono affiancati da altri ordini, come i domenicani, che istituiscono anch'essi scuole.
Inoltre anche lo Stato diventa sensibile a questo fenomeno e si assiste ad uno sviluppo abbastanza rapido di scuole laiche a tre diversi livelli, grosso modo corrispondenti alle attuali scuole primaria, secondaria e universitaria.
L'insegnamento elementare laico si sviluppa grazie al moltiplicarsi di scuole sia private che comunali. Ogni scuola impegnava in genere un solo maestro che nel caso delle scuole private viveva solo delle quote pagate dagli scolari. Anche quando la scuola era finanziata dal comune il maestro integrava il suo stipendio con quote dovute dagli studenti in misura fissata dal comune. Un maestro poteva insegnare a cento o centocinquanta scolari. Quando la scuola era comunale e il numero degli scolari era ritenuto eccessivo anche secondo i criteri dell'epoca il comune poteva obbligare il maestro ad assumere un ripetitore, al quale doveva corrispondere una parte (minore) dei proventi.
Nel corso del XIII secolo si svilupparono anche scuole laiche secondarie, rivolte ad alunni già alfabetizzati. Esse erano per lo più di due tipi:
- scuole d'abaco, nelle quali si apprendevano le tecniche di calcolo con le cifre arabe e i metodi della matematica mercantile. Si tratta di scuole che nacquero in Italia e costituiscono una tradizione della nostra cultura.
- scuole di grammatica, il cui programma d'insegnamento era basato sullo studio della lingua latina e la lettura di autori classici e soprattutto medievali.

Gli studenti che frequentavano le scuole d'abaco erano poco più della metà del totale. Sia le scuole d'abaco che quelle di grammatica esistevano sia nella forma privata che in quella comunale. Alcuni comuni istituirono anche altri tipi di scuole: ad esempio scuole di giurisprudenza. Naturalmente famiglie ricche e nobili continuavano ad usare precettori privati per i propri figli.
Infine, durante il XI secolo sorsero le università; la prima fu quella di Bologna.
Alla fine del Duecento le scuole religiose, pur rimanendo essenziali per la preparazione del clero, persero ogni importanza per l'istruzione dei laici: riacquisteranno un ruolo importante in questo settore solo all'epoca della Controriforma.
La situazione della scuola inizia a cambiare nel XII secolo e si trasforma profondamente nel corso del secolo successivo. Nell'ambito delle scuole religiose, mentre le scuole parrocchiali tendono a sparire, per l'insegnamento superiore i benedettini vengono affiancati da altri ordini, come i domenicani, che istituiscono anch'essi scuole.
Inoltre anche lo Stato diventa sensibile a questo fenomeno e si assiste ad uno sviluppo abbastanza rapido di scuole laiche a tre diversi livelli, grosso modo corrispondenti alle attuali scuole primaria, secondaria e universitaria.
L'insegnamento elementare laico si sviluppa grazie al moltiplicarsi di scuole sia private che comunali. Ogni scuola impegnava in genere un solo maestro che nel caso delle scuole private viveva solo delle quote pagate dagli scolari. Anche quando la scuola era finanziata dal comune il maestro integrava il suo stipendio con quote dovute dagli studenti in misura fissata dal comune. Un maestro poteva insegnare a cento o centocinquanta scolari. Quando la scuola era comunale e il numero degli scolari era ritenuto eccessivo anche secondo i criteri dell'epoca il comune poteva obbligare il maestro ad assumere un ripetitore, al quale doveva corrispondere una parte (minore) dei proventi.
Nel corso del XIII secolo si svilupparono anche scuole laiche secondarie, rivolte ad alunni già alfabetizzati. Esse erano per lo più di due tipi:
- scuole d'abaco, nelle quali si apprendevano le tecniche di calcolo con le cifre arabe e i metodi della matematica mercantile. Si tratta di scuole che nacquero in Italia e costituiscono una tradizione della nostra cultura.
- scuole di grammatica, il cui programma d'insegnamento era basato sullo studio della lingua latina e la lettura di autori classici e soprattutto medievali.

Gli studenti che frequentavano le scuole d'abaco erano poco più della metà del totale. Sia le scuole d'abaco che quelle di grammatica esistevano sia nella forma privata che in quella comunale. Alcuni comuni istituirono anche altri tipi di scuole: ad esempio scuole di giurisprudenza. Naturalmente famiglie ricche e nobili continuavano ad usare precettori privati per i propri figli.
Infine, durante il XI secolo sorsero le università; la prima fu quella di Bologna.
Alla fine del Duecento le scuole religiose, pur rimanendo essenziali per la preparazione del clero, persero ogni importanza per l'istruzione dei laici: riacquisteranno un ruolo importante in questo settore solo all'epoca della Controriforma.

## Rinascimento
In epoca rinascimentale il sistema scolastico delle città italiane rimase fondamentalmente quello che si era delineato nel corso del Duecento, basato su scuole ecclesiastiche per la formazione del clero e scuole laiche, private e comunali, per i laici, che dopo un primo livello elementare si differenziavano in scuole d'abaco e scuole di grammatica. Il numero di scuole aumentò però notevolmente. Il tasso di scolarizzazione maschile dei ragazzi tra 10 e 13 anni a Firenze nel 1480 può essere stimato intorno al 28%: il tasso di alfabetizzazione doveva essere superiore poiché non tutti i ragazzi che imparavano a leggere e scrivere andavano ancora a scuola dopo i dieci anni di età. Probabilmente l'alfabetismo maschile non era lontano da quello, stimato intorno al 33%, di Venezia nel 1587. Una frazione significativa dei ragazzi appartenenti a famiglie di artigiani, negozianti e operai frequentavano scuole regolari. La percentuale delle ragazze che frequentavano scuole tra i sei e quindici anni era invece bassissima.
Sulla distribuzione degli scolari tra scuole private e comunali si hanno pochi dati. Sappiamo che nel 1587 a Venezia gli scolari che frequentavano scuole private erano l'89%, ma probabilmente una percentuale così alta era tipica di grandi città, mentre il peso delle scuole comunali era maggiore nei piccoli centri.
Un'importante novità del Cinquecento fu l'apparire di scuole comunali gratuite: Lucca, ad esempio, nella prima metà del secolo aveva sei maestri comunali di latino ai quali aveva proibito di esigere pagamenti dagli alunni. A Milano le scuole pubbliche si tenevano al Broletto. I 'ruoli' dei docenti sono stati scoperti ed editi nel 1998.
I programmi di insegnamento nelle scuole di grammatica (ossia di latino) furono profondamente modificati con il diffondersi degli Studia humanitatis: gli autori medievali furono eliminati dai programmi, nei quali acquistarono invece importanza, accanto ai poeti (già letti anche nel Medioevo) i prosatori di epoca classica: Cicerone in primo luogo, ma anche altri oratori e storici. La lettura di autori come Cesare, Sallustio e Valerio Massimo fu la prima forma in cui lo studio della storia entrò nella scuola.
Un'altra importante novità fu il sorgere di scuole umanistiche, di livello superiore a quelle di grammatica, che si avvalevano spesso di umanisti di fama: alcune erano scuole-convitto private, come la famosa Casa Giocosa fondata e diretta da Vittorino da Feltre e altre erano pubbliche: a Venezia, in particolare, nel 1446 sorse la prestigiosa Scuola grande di San Marco, dove insegnarono illustri intellettuali come Giorgio da Trebisonda, Giorgio Valla e Marco Musuro. Non solo in scuole di questo livello ma anche in una percentuale piccola ma significativa di scuole di grammatica fu introdotto lo studio del greco.
Bisogna ricordare che le scuole d'abaco non sempre costituivano una scelta alternativa a quella dello studio del latino: un intellettuale come Niccolò Machiavelli aveva frequentato, oltre alle scuole di grammatica, anche una scuola d'abaco.

## Le scuole della Riforma cattolica
Un primo limitato intervento dei religiosi nel settore dell'istruzione dei laici risale alla fine del Quattrocento e consistette nell'istituzione delle scuole di dottrina cristiana, che funzionavano solo la domenica e gli altri giorni festivi, il cui scopo principale era l'insegnamento del catechismo ai ragazzi del popolo; poiché insieme al catechismo vi si insegnava anche a leggere e scrivere esse dettero un contributo alla riduzione dell'analfabetismo.
Importanza ben maggiore nella storia delle istituzioni scolastiche ebbero le scuole istituite, nell'ambito della Riforma cattolica, dai gesuiti e successivamente da altri ordini religiosi.
Il primo collegio dei gesuiti fu inaugurato a Messina nel 1548: nel 1600 i collegi aperti in Italia erano 49 ed erano diventati 111 alla fine del Seicento. I collegi avevano in genere due-trecento iscritti ciascuno, mentre l'istituzione educativa più prestigiosa, il Collegio Romano (fondato nel 1551), alla fine del Cinquecento aveva 1500 allievi. All'inizio i gesuiti insegnavano anche a leggere e scrivere, ma abbastanza rapidamente fu abolito l'insegnamento elementare e i collegi si trasformarono in istituzioni rivolte a ragazzi dei ceti medi e soprattutto superiori (molti collegi erano riservati ai nobili) già alfabetizzati e con conoscenze elementari di latino, ai quali fornivano un'istruzione di alto livello. I programmi e i metodi didattici da applicare in tutti i collegi della Compagnia furono codificati nella Ratio Studiorum. Gli studenti erano divisi in cinque classi successive: tre di grammatica, una di umanesimo e una di retorica. La permanenza in ciascuna classe dipendeva dai risultati conseguiti, ma in media era di un anno, tranne la classe di umanesimo, nella quale si rimaneva in media due anni. I ragazzi iniziavano la scuola a 10-11 anni e la terminavano in media a 16-17 anni. I programmi, uguali in tutti i collegi, riprendevano sostanzialmente quelli delle scuole umanistiche rinascimentali. Le principali innovazioni consistevano nell'inserimento di un insegnamento religioso e nello studio regolare del greco. Le lezioni si svolgevano in latino e non vi era posto per il programma svolto, tradizionalmente in volgare, nelle scuole d'abaco. Dopo la conclusione degli studi in un normale collegio gli studenti interessati (in genere membri del clero) potevano continuare gli studi in alcune istituzioni superiori, come il Collegio Romano, che offrivano corsi di logica, filosofia, teologia ed ebraico.
Altri ordini religiosi si occuparono dell'istruzione in volgare dei ragazzi dei ceti popolari. Particolarmente importanti furono le Scuole pie fondate da Giuseppe Calasanzio, nelle quali, dopo avere imparato a leggere e scrivere e l'abaco (ossia l'aritmetica), gli allievi potevano iniziare a lavorare o proseguire negli studi seguendo un programma di latino. Col tempo gli scolopi (come fu detto l'ordine fondato da Calasanzio) aggiunsero nelle loro scuole insegnamenti più avanzati, ma non rinunciarono mai all'insegnamento elementare e a quello dell'abaco.
Nel Seicento, grazie anche al contributo di altri ordini, come i barnabiti e i somaschi, l'offerta di istruzione si era notevolmente accresciuta e i religiosi avevano riassunto un ruolo predominante nella scuola italiana, che fu incontrastato almeno fino alla seconda metà del Settecento.
Nel seicento, tra l'altro, in materia di istruzione in Italia, ricordiamo la figura della veneta Elena Lucrezia Cornaro (1646-1684), che fu la prima donna laureata al mondo.

## Le riforme dei principi illuminati
Nel Settecento iniziò l'istituzione di scuole pubbliche promosse e controllate dallo Stato (e non dai comuni, come era accaduto già dal Medioevo).
Lo Stato italiano che inaugurò la nuova politica scolastica nella penisola fu il Regno di Sardegna: una serie di riforme attuate da Vittorio Amedeo II di Savoia dal 1717 al 1727 istituirono scuole laiche statali di vario grado e un apposito "Magistrato" incaricato di vigilare contro la possibile ingerenza di ordini religiosi nella materia.
Nella seconda metà del secolo l'espulsione dei Gesuiti da molti stati (iniziata nel 1767 con il provvedimento preso nel Regno di Napoli) e poi la bolla papale del 1773 Dominus ac Redemptor, con il quale l'ordine fu soppresso, ebbero grande rilevanza nel generale processo di "secolarizzazione dell'istruzione", anche se il più delle volte i gesuiti furono sostituiti da altri ordini religiosi, anche per la difficoltà di trovare un adeguato numero di insegnanti laici.
Nel Ducato di Parma e Piacenza, fu soprattutto Ferdinando I di Parma (1765-1802) ad organizzare una scuola pubblica e laica, in particolare creando nel 1768 a Piacenza la Scuola San Pietro, un istituto superiore laico che andava a sostituire il Collegio Piacentino dei Padri Gesuiti, fondato nel XVI secolo.
La più importante riforma scolastica europea fu quella varata da Maria Teresa d'Austria nel 1774, accogliendo il progetto elaborato dall'abate Johann Ignaz von Felbiger. Essa prevedeva tra l'altro l'obbligatorietà della scuola elementare per i bambini dai 6 ai 12 anni e l'istituzione di apposite scuole normali (Normalschulen) per la preparazione dei maestri.
In Italia la riforma di Maria Teresa d'Austria fu parzialmente attuata in Trentino (Rovereto, 1775) e in Lombardia (Milano, 1788, dove il funzionario Wolfango Moritz e il padre somasco Francesco Soave si rifaranno esplicitamente al modello roveretano). A Milano nasce la prima scuola elementare pubblica per la preparazione dei maestri,  poi nel 1845 la scuola provinciale di metodo specie di scuola media per la preparazione di maestri.
Nel Granducato di Toscana una riforma scolastica fu iniziata da Pietro Leopoldo I che dopo avere espulso Gesuiti e Barnabiti affidò le scuole a Scolopi, sacerdoti secolari e laici, aprendo numerose scuole pubbliche elementari (dette allora minori o basse) e secondarie. Il progetto di riforma scolastica elaborato nel 1788 fu tuttavia in larga misura accantonato dopo il passaggio di Pietro Leopoldo sul trono d'Austria.
Nello Stato Pontificio la gestione dell'istruzione rimase integralmente affidata agli istituti religiosi.
Anche nel Regno di Napoli la gestione delle scuole ricadeva in buona parte sugli istituti religiosi, ma l'amministrazione statale borbonica iniziò ad istituire un'istruzione pubblica. Furono Carlo III e suo figlio Ferdinando ad organizzare la prima istruzione scolastica pubblica nei Regni di Napoli e di Sicilia.
Già nel 1766, poco prima dell'espulsione dei gesuiti, un piano di riforma che prevedeva l'istituzione di scuole pubbliche gratuite anche per i figli dei contadini fu preparato da Antonio Genovesi, su richiesta del ministro Tanucci e parzialmente attuato.
Nel 1769, voluta dal re sabaudo Carlo Emanuele III di Savoia, venne inoltre inaugurata la Scuola di Veterinaria di Torino la prima in Italia e la quarta nel mondo

## Il periodo francese
Con la Rivoluzione francese si afferma una nuova concezione della scuola, che trova la sua formulazione più chiara e completa nel Rapport et project de décret sur l'organisation génerale de l'Instruction publique, redatto da Condorcet nel 1792 e presentato all'Assemblea Nazionale a nome del Comité d'instruction publique.
L'istruzione primaria vi è concepita come pubblica, obbligatoria e gratuita: tutti i cittadini, sia maschi che femmine, devono accedervi. Per i livelli superiori non deve esservi invece uguaglianza dell'istruzione, che deve valorizzare i talenti, e uguaglianza di opportunità. La scuola, bandendo qualsiasi insegnamento religioso, deve essere laica, basata da una parte sulla trasmissione di capacità professionali utili, contenuti verificabili e metodi razionali e dall'altra sulla formazione civile.
La direzione indicata da Condorcet rimase a lungo un punto di riferimento, anche se non tutti i punti del suo progetto furono realizzati; in particolare l'ostilità verso la religione prima si attenuò e poi venne meno nei periodi termidoriano e napoleonico, che videro nascere quattro livelli di istruzione nettamente distinti: elementare, medio-inferiore, medio-superiore e universitario. Al livello medio-superiore, accanto alle scuole normali per la preparazione dei maestri e all'istruzione professionale, nacquero i licei (lycées).
Nelle repubbliche giacobine italiane e poi nel Regno d'Italia e nel Regno di Napoli del periodo napoleonico la scuola cercò di modellarsi su quella francese. Nel 1810, invece, Gioacchino Murat decretò l'obbligatorietà della scuola primaria.
A parte l'indottrinamento ideologico (il Catechismo cattolico fu sostituito prima con il Catechismo repubblicano e poi, nel regno meridionale, con il Catechismo dell'impero francese) le modifiche più significative e durature riguardarono l'estensione dell'istruzione elementare (che pur non raggiungendo la totalità dei cittadini riuscì a scolarizzare più della metà dei potenziali utenti) e la ristrutturazione dell'istruzione secondaria.
I primi licei sul modello francese sono introdotti con la legge del 4 settembre 1802, affiancandoli ai ginnasi di modello austriaco. Con il Piano d'istruzione generale varato nel 1808 si decide di istituire nel Regno d'Italia un liceo in ogni capoluogo di dipartimento e un ginnasio in ogni comune con più di 10 000 abitanti. Dapprima si prevede che queste scuole siano gratuite, ma l'anno successivo vengono introdotte tasse scolastiche. Anche nel Regno di Napoli vengono creati collegi governativi in ogni provincia (tranne Napoli, dove ne sorgono due), il cui corso di studi viene poi articolato in un ginnasio propedeutico e un successivo liceo con due indirizzi: uno umanistico-letterario e l'altro scientifico.

## Dalla Restaurazione all'Unità
Nella prima metà dell'Ottocento, sotto l'ondata della Restaurazione, anche in Italia le innovazioni scolastiche vennero in parte abbandonate o comunque rallentate.
Tuttavia numerosi pedagogisti ed educatori continuarono a lavorare per la crescita di un più moderno sistema scolastico. Ad esempio nel regno di Napoli, proseguendo nella stessa direzione già perseguita prima del periodo napoleonico, il marchese Basilio Puoti aprì nel suo palazzo una libera scuola, di carattere laico e classicista, al fine di educare le giovani menti del regno.
Nel regno Lombardo-Veneto, sotto la dominazione austriaca, è rilevante il Regolamento normale per le scuole elementari del 1818 che detta le norme di funzionamento di una capillare rete di scuole elementari pubbliche. Nel regno di Sardegna disciplinarono il settore la legge Boncompagni del 1848 e la legge Lanza del 22 giugno 1857 n. 2328.
Notevole fu anche l'impegno di Raffaello Lambruschini all'interno del Granducato di Toscana; impegno che continuò in seguito, dopo l'unificazione al Regno d'Italia.
Nello Stato Pontificio, dove in molte scuole valeva ancora la regola educativa dei Gesuiti, proclamata nella "Ratio Studiorum", il lavoro di Vitale Rosi (pedagogista, 1782-1851) servì a porre le basi di una scuola più moderna.
Da ricordare il movimento degli asili infantili iniziato da Ferrante Aporti nel regno Lombardo-Veneto.

## La scuola nel Regno d'Italia

### Al momento dell'unificazione
La situazione dell'istruzione nella penisola italiana presentava profonde differenze tra i vari territori appartenenti agli stati preunitari italiani, che si erano uniti nel 1861 costituendo il Regno d'Italia.

Scuola elementare rurale a Santandrà di Povegliano (Treviso).

### La legge Casati (1859)
La legge Casati approvata nel 1859 dal Regno di Sardegna, esprimeva la cultura politica dei liberali piemontesi alla vigilia dell'unificazione politico-militare della penisola. Essa istituiva una scuola elementare articolata su due bienni, il primo dei quali obbligatorio per maschi e femmine, ma con filiere separate. Dopo la scuola elementare il sistema si divideva in due: ginnasio (a pagamento) e le scuole tecniche. Nonostante le “scuole tecniche” permettessero il proseguimento degli studi alla scuola superiore e in alcuni casi all'università, il sistema risultava comunque classista, dato il fenomeno dell'auto-esclusione, che portava alla rinuncia agli studi i figli delle famiglie meno agiate.
La sua applicazione, formale e sostanziale, nelle diverse parti del nuovo Regno d'Italia (r.d. 28 novembre 1861, n. 347) fu largamente eterogenea in quanto condizionata da particolari situazioni geografiche e da pesanti condizionamenti sociali: il principale consisteva nella necessità di impiegare i giovani e giovanissimi nel lavoro dei campi in relazione alle esigenze stagionali. Il dibattito politico-culturale in tema di scuola, tra cui spiccano le voci di Francesco De Sanctis e di Pasquale Villari, sottolinea le arretratezze della situazione del Mezzogiorno.
Il censimento del 1871 registrò una diminuzione dell'analfabetismo sul totale della popolazione in campo nazionale rispetto ai dati del censimento del 1861, passando da 781 analfabeti su 1 000 abitanti del 1861 ai 729 analfabeti su 1 000 abitanti del 1871, l'analfabetismo maschile diminuì da 744 a 670 analfabeti ogni 1 000 abitanti e l'analfabetismo femminile da 837 a 789 analfabete su 1 000 abitanti, con una diminuzione generalizzata degli analfabeti in tutte le regioni.
I primi programmi scolastici vennero approvati dal ministro Terenzio Mamiani nel 1860, includevano fra le materie fondamentali la religione e si proponevano di assicurare un'alfabetizzazione culturale di base per tutta la popolazione. Nel 1867 i programmi subirono una prima revisione in cui si notava una profonda crisi fra Stato e Chiesa, cominciava infatti ad attenuarsi lo spazio dedicato alla religione a favore dell'educazione civica.

### La legge Coppino (1877)
La legge Coppino è uno dei punti qualificanti del programma e della politica della Sinistra storica. Essa porta la durata delle elementari a 5 anni, e introduce l'obbligo scolastico nel primo triennio delle elementari stesse.
Definisce inoltre sanzioni per i genitori degli studenti che non adempiono a tale obbligo.

### I programmi della scuola elementare del 1888

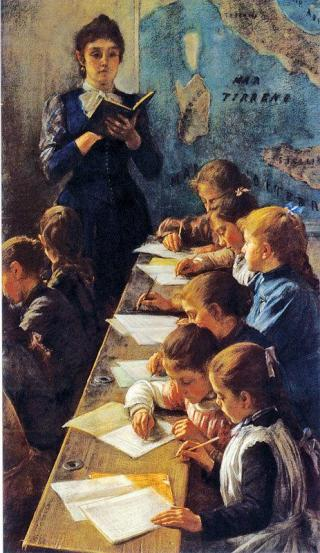
Il dettato, di Demetrio Cosola (1891)

I programmi legati al nome del pedagogista Aristide Gabelli sono una delle espressioni più significative del positivismo pedagogico italiano; sottolineano la necessità di un insegnamento attento al metodo sperimentale alimentato da "lezioni di cose".

### Primo Novecento
Si iniziano a vedere gli effetti positivi, se pur limitati, del sistema scolastico. Si riduce l'analfabetismo e compare per la prima volta il fenomeno della disoccupazione intellettuale.
La borghesia dell'epoca iniziava a temere uno sconvolgimento dello status quo sociale.
Il dibattito di quegli anni, destinato sul momento a non avere conseguenze pratiche, è particolarmente vivace sui temi della proposta della istituzione di una scuola media unica, sulla quale furono rilevanti le opinioni di Giovanni Gentile e di Gaetano Salvemini, e sulla questione della laicità della scuola.

### La legge Orlando (1904)
La legge Orlando, fatta da Vittorio Emanuele Orlando, prolungò l'obbligo scolastico fino al dodicesimo anno di età, prevedendo l'istituzione di un "corso popolare" formato dalle classi quinta e sesta, che si innestava subito dopo la scuola elementare. Impone ai Comuni di istituire scuole almeno fino alla quarta classe, nonché di assistere gli alunni più poveri ed elargisce fondi ai Comuni con modesti bilanci.
Quindi, se da un lato la legge Orlando limitava il corso elementare alle prime quattro classi, dall'altro istituiva obbligatoriamente in tutti i Comuni con più di 4 000 abitanti di popolazione, il corso popolare, una scuola di avviamento professionale, a conclusione della quale si conseguiva la licenza elementare. Questo provvedimento fu certamente il più importante e fu voluto fortemente da socialisti e radicali; d'altra parte evidenziò la mancanza di una scuola media, discussa già nella stesura della legge Casati ma mai applicata.
A seguito della legge Orlando vennero stipulati nuovi programmi da sostituire quelli conservatori del 1894 e l'indirizzo scelto fu quello di una scuola volta all'operatività e all'utilitarismo.
Negli stessi anni (inizio ventesimo secolo) nacque il dibattito sull'avocazione della scuola, cioè sulla presa in carico dello Stato di tale istituzione. Da una parte le fazioni progressiste (socialisti, radicali, repubblicani) rivendicavano il bisogno di sganciare le scuole primarie dall'amministrazione locale per evitare clientelismo e condizioni indegne dovute a mancanza di fondi; infatti molti paesi non erano in grado di mantenere una scuola primaria, a danno di una domanda sempre maggiore che avrebbe dovuto portare con sé alfabetizzazione e senso di comunità. A sostenere l'avocazione ci furono personaggi importanti come Giovanni Gentile e Filippo Turati, nonché la neonata associazione UMN.
Dall'altra parte a contrastare l'avocazione c'era il mondo cattolico e molti amministratori locali, impauriti che la scuola si potesse laicizzare del tutto; personaggio di spicco del fronte anti-avocazione fu Gaetano Salvemini.
La legge prevedeva, inoltre, l'equalizzazione della retribuzione degli insegnanti della scuola elementare, innanzitutto in relazione alla bipartizione tra biennio inferiore e superiore, ma anche rispetto a diversi tipi di discriminazione, in base al sesso, al luogo di insegnamento (periferia, campagna, città) o quant'altro.
I problemi della scuola sono al centro di un vivace dibattito culturale che coinvolge riviste come "La voce" di Giovanni Papini e Giuseppe Prezzolini; principali oggetti di dibattito sono le proposte di riforma della scuola media inferiore e la questione dell'insegnamento della religione cattolica nelle scuole elementari.

### La legge Daneo-Credaro (1911)
La legge Daneo-Credaro 4 giugno 1911 n. 487, votata durante il ministero Giolitti, trasformò in statale la scuola elementare, fino ad allora gestita dai comuni, ponendo a carico dello Stato il pagamento degli stipendi dei maestri elementari, così da poter disciplinare l'obbligo in modo più vigoroso anche in quelle realtà locali molto disagiate in cui in precedenza i bilanci comunali non avevano consentito una corretta organizzazione della scuola. La sua applicazione fu problematica anche per il sopraggiungere della prima guerra mondiale.
La legge vide l'istituzione dei patronati scolastici comunali, già previsti da un Regio Decreto del 1888 ma non istituiti. Un organo con il compito di dispensare vestiario, scarpe, libri (magari da restituire in buono stato) ai "fanciulli bisognosi" per consentire l'adempimento dell'obbligo scolastico. Pur essendo un provvedimento teso all'avanzamento culturale della cittadinanza, era insolvente verso la situazione del Mezzogiorno, che, come faceva notare G. Salvemini, non disponeva dello stesso numero di insegnanti del Nord, quindi, l'avocazione effettuata dalla legge non risolveva il problema strutturale dell'analfabetismo diffuso. Nonostante queste criticità siano state portate alla luce, la parte dei socialisti settentrionali preferì non richiedere modifiche e votare il provvedimento in modo compatto.

### La riforma Gentile (1923)

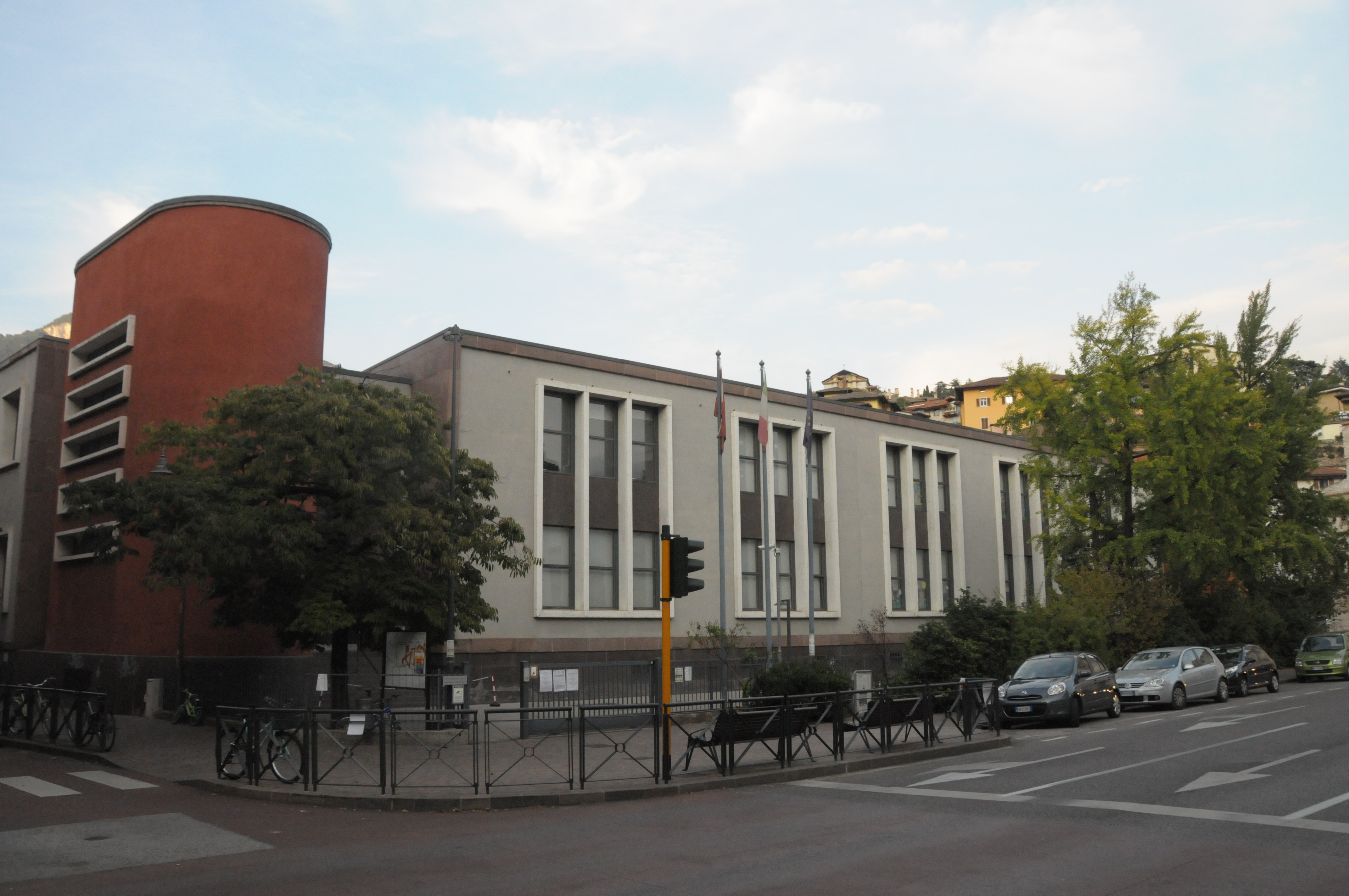
La Scuola elementare Raffaello Sanzio a Trento. L'edificio, in stile razionalista, è stato progettato dall'architetto Adalberto Libera.

Nel primo governo Mussolini (1922-1924) è Ministro della pubblica istruzione il filosofo Giovanni Gentile. La sua nomina ed il suo operato segnano la convergenza tra cultura neoidealista e buona parte degli ambienti cattolici.
Espressione della già citata borghesia conservatrice, la riforma Gentile (definita da Mussolini "la più fascista delle riforme") prevedeva cinque anni di scuola elementare uguale per tutti, frequentata da tutti gli aventi diritto con iscrizioni in base all'anno di nascita. La scuola elementare aveva scansione 3+2, preceduta da un grado preparatorio di tre anni (scuola materna), e seguita da un grado successivo chiamato scuola media inferiore, con diversi sbocchi, seguito a sua volta dalla scuola media superiore, di tre anni per il liceo classico, di quattro per il liceo scientifico, di tre o quattro anni per i corsi superiori dell'istituto tecnico, dell'istituto magistrale e dei conservatori. Le scuole medie acquisivano un sistema a "doppio canale": da un lato un canale che consentiva, o meglio impegnava il giovane al proseguimento degli studi alle scuole superiori per ottenere un titolo di studi valido (per accedere a questo canale lo studente doveva superare uno specifico esame di cultura generale), dall'altro un canale che immetteva direttamente lo studente, al termine dei tre anni, nel mondo del lavoro senza consentire un proseguimento degli studi. Infine l'obbligo scolastico in Italia venne innalzato a 14 anni.
Per le minoranze linguistiche, presenti sul territorio italiano, veniva vietato l'insegnamento in altra lingua. Questo comportava il divieto scolastico delle lingue slovena e croata nella Venezia Giulia e della lingua tedesca in provincia di Bolzano, ove di seguito si diffuse il fenomeno clandestino delle Katakombenschulen. L'insegnamento di tutte le materie poteva essere svolto esclusivamente in lingua italiana.
I programmi delle elementari ripristinavano l'insegnamento della religione cattolica, salvo richiesta di esonero, e valorizzavano il canto, il disegno, le tradizioni popolari. C'era tuttavia una chiusura verso le minoranze linguistiche (soprattutto verso quelle delle nuove province slavofone e germanofone) a favore dell'approfondimento di una sensibilità linguistica nazionale unitaria e coerente.
La struttura del sistema scolastico italiano resterà sostanzialmente improntata al modello del 1923, ed i programmi della scuola elementare non subiranno variazioni, a parte qualche tentativo di trasformare i programmi di grammatica italiana e di matematica (ad es. inserendo la Teoria degli insiemi ecc.).

### Istituzione della scuola di avviamento professionale (1928)
Nel 1928 il ministro Giuseppe Belluzzo, con il Testo Unico contenuto nel Regio decreto n. 577 del 5 febbraio 1928, istituì la Scuola di avviamento professionale al posto dei corsi postelementari e la scuola complementare.

### La carta della scuola (1939)
La "Carta della scuola" è stata una proposta di riforma complessiva del sistema scolastico, dovuta al ministro dell'educazione nazionale Giuseppe Bottai. Esprime la consapevolezza della necessità di una scuola di massa, distinta e gerarchizzata al suo interno, per le esigenze dell'economia e del regime.
Anche a causa dello scoppio della Seconda guerra mondiale, rimase sulla carta, ad eccezione della legge del 1940 che creava la Scuola media, triennale, unificando i corsi inferiori di Licei, Istituti tecnici ed istituti magistrali, ma lasciando permanere un secondo canale costituito dalla Scuola di Avviamento professionale.

## La scuola nell'Italia repubblicana

### I programmi della scuola elementare del 1945
Nella Sicilia liberata già nel 1943 era al lavoro una commissione guidata dal pedagogista americano Washburne, seguace di Dewey, per la revisione dei programmi scolastici. Il governo alleato comprese l'importanza fondamentale della riforma della scuola elementare, la più influenzata dai fascisti, così nel 1944 era già al lavoro una seconda commissione incaricata di redigere i nuovi programmi per la scuola di quel grado. L'impostazione suggerita da Washburne era estremamente avanzata e prevedeva aperture pluriconfessionali, negando il principio di fondamento e coronamento riconosciuto da Gentile alla religione cattolica. Per questo i programmi incontrarono l'opposizione dei cattolici. Nel proseguimento del suo lavoro la commissione fu affiancata da un rappresentante della chiesa, che difese gli interessi cattolici, il cui ruolo fondamentale nella società italiana dell'epoca non poteva essere trascurato. Il risultato furono dei programmi di compromesso: ideali molto avanzati e democratici informavano la premessa, ma il corpo del programma che disciplinava le singole discipline era di impostazione molto moderata. Se gli insegnanti non si accorsero delle novità e continuarono a lavorare come prima, diversa fu la reazione dei vertici che fecero pressioni per una nuova riforma in senso conservatore, che si concretizzò solo 10 anni dopo con i programmi del ministro Ermini.

### La scuola nella Costituzione del 1948
Nella Costituzione della Repubblica Italiana (art. 34) viene stabilita l'istruzione pubblica, gratuita e obbligatoria per almeno 8 anni. Viene sancita la libertà di istituire scuole "senza oneri per lo stato" formula chiara ma che avrà una interpretazione strumentalmente controversa negli anni successivi che comporterà effettivi oneri di spesa a favore delle scuole private, soprattutto cattoliche.
Tuttavia restava il sistema scolastico precedente: scuola elementare quinquennale e i tre anni successivi divisi in “scuola media” (che permetteva di proseguire gli studi grazie alla materia del latino) e “scuola di avviamento professionale” (che senza l'insegnamento del latino, escludeva da qualsiasi proseguimento degli studi).
Il 6 agosto 1948 fu inaugurato dal presidente del Consiglio De Gasperi e dal ministro Gonella il Consiglio superiore della pubblica istruzione con competenze dalla scuola primaria a quella universitaria.

### Il progetto Gonella di riforma
Ministro dal 1946 al 1951, Gonella promuove una grande inchiesta che sfocia in un progetto di riforma destinato ad arenarsi anche per i contrasti sulla questione della scuola di completamento dell'obbligo, che interessava i contrastanti interessi dell'associazionismo dei maestri e dei professori, entrambi largamente rappresentati negli ambienti culturali e politici che avevano la Democrazia Cristiana come principale referente. Il governo introduce, in via amministrativa, la “scuola post-elementare”, che avrebbe mantenuto il sistema duale, dove un canale non permette ulteriori sbocchi. Nella seconda metà degli anni cinquanta matura la consapevolezza che il processo di sviluppo economico richiede una sempre maggiore quantità di forza lavoro qualificata.

### I programmi del 1955
Il punto di maggior successo conseguito dai cattolici è l'approvazione dei Programmi di insegnamento per la scuola elementare del 1955, i programmi Ermini, dal nome del ministro che li firmò, DPR n. 503 del 14 giugno 1955. Il decreto propone la struttura e i programmi per la scuola elementare e media. Si articola in 8 classi e in 3 cicli: primo ciclo 2 anni, secondo ciclo 3 anni, terzo ciclo 3 anni. Nel primo ciclo non vi è la distinzione per discipline e gli obiettivi di uscita sono genericamente saper leggere, scrivere, contare, misurare, esplorare l’ambiente. Il secondo ciclo è organizzato per materie. Il terzo ciclo presenta due opzioni: la scuola media e l’avviamento professionale.

### Proposte di legge del 1959
I senatori Ambrogio Donini e Cesare Luporini del PCI propongono un progetto di legge (il 359 del 21 gennaio 1959) che prevede l'istituzione di una scuola media unica con l'obbligo dall'età di sei anni fino ai quattordici. Il ministro della pubblica istruzione Giuseppe Medici elabora nello stesso anno il “Piano per lo sviluppo della scuola”, con la medesima proposta di innalzamento dell'obbligo dell'età fino ai quattordici anni.

### La riforma della scuola media del 1962

1967: scolari della scuola elementare, abbigliati con giacchetta nera a colletto bianco e la tipica, a quel tempo, cartella scolastica a zaino

Dopo lunghe trattative tra DC e PSI, viene approvata la legge n.1859 del 31 dicembre 1962. Essa prevede l'abolizione della scuola di avviamento professionale e di altre scuole particolari, con la creazione di una sola tipologia di scuola media unificata che permetta l'accesso a tutte le scuole superiori. Nello stesso periodo vengono aumentate in Italia le classi miste maschili e femminili, che progressivamente sostituiranno le classi composte esclusivamente da elementi del medesimo sesso. Permane comunque un'ambiguità sulla questione “Latino”, di cui in II Media si studiano obbligatoriamente "Elementi" insieme all'Italiano, mentre diventa materia facoltativa nel terzo e ultimo anno, ma necessaria per l'accesso al liceo; non è invece richiesto lo studio di nessuna materia specifica per accedere agli istituti tecnici e professionali. Questa ambiguità verrà superata solo a distanza di quindici anni, con l'abolizione dello studio del latino nelle scuole medie, propugnata sin dal dopoguerra da Pietro Nenni.

### Istituzione della scuola materna statale
La scuola materna venne istituita ai sensi della legge 18 marzo 1968, n. 444 come, l'anno seguente viene emanata la disciplina dell'ordinamento, poi modificata del decreto del ministro della pubblica istruzione 3 giugno 1991.

### Abolizione dell'esame di ammissione alla I liceo classico
Con Decreto ministeriale 20 gennaio 1969 (Decreto Sullo) viene abolito l'esame di ammissione alla I classe del liceo classico per gli studenti della classe V ginnasio.

### La liberalizzazione degli accessi all'università e le modifiche dell'esame di maturità
La legge 11 dicembre 1969, n. 910 (legge Codignola) emanata un contesto di fermento dovuto ai movimenti studenteschi del 1968, consentì l'accesso agli studi universitari a tutti i diplomati delle scuole superiori (fino ad allora, infatti, solo con il diploma di liceo classico si poteva accedere a tutte le facoltà), e che modificano l'esame di maturità strutturandolo con due prove scritte (una fissa di italiano, ed una specifica in funzione del tipo di istituto) ed una prova orale che verteva su due materie scelte (una dallo studente ed una dal gruppo di professori) fra un gruppo di quattro indicate anticipatamente dal ministero della pubblica istruzione, gruppo di materie diverso per ogni tipo di istituto scolastico. La Commissione d'esami (cioè il gruppo di docenti che deve giudicare ogni classe) risulta composta da docenti esterni all'istituto, salvo uno proveniente dal gruppo di insegnanti della classe. La struttura di questo esame venne definita provvisoria, sperimentale, tuttavia rimarrà in corso immutata per quasi trent'anni.

### Gli anni 1970 ed i "provvedimenti delegati sulla scuola"
Il problema della scuola dualista viene superato, ma persistono alti tassi di evasione scolastica; inoltre si manifesta in maniera drammatica il fenomeno della selezione esplicita (attraverso le “bocciature”). La gravità del nuovo metodo di “selezione classista” adoperato dalla ancora antica mentalità elitaria dei docenti, venne evidenziata da Don Lorenzo Milani in Lettera ad una professoressa (Firenze, LEF, 1967). I movimenti studenteschi degli anni sessanta e settanta contribuirono al cambiamento di mentalità, e alla graduale diminuzione del fenomeno della “selezione esplicita”.
Si arena, agli inizi degli anni settanta, il tentativo di riforma della scuola secondaria superiore. Una parte della storiografia specialistica ha però sottolineato come si sia comunque verificato un processo di lungo periodo di "cambiamento senza riforma" di cui sono aspetti più rilevanti il forte sviluppo della istruzione tecnica e il superamento dello storico divario tra istruzione maschile e istruzione femminile, almeno a livello di scuole secondarie.
Una novità importante è rappresentata dai "provvedimenti delegati sulla scuola", emanati nel 1974, che introducono nella vita della scuola una rappresentanza dei genitori, del personale ATA (Amministrativo, Tecnico, Ausiliario) e degli studenti (solo nella scuola superiore).
Il cambiamento maggiore investe la scuola elementare. A partire dalla legge 24 settembre 1971, n. 820 istituí la scuola a tempo pieno come risposta ai bisogni sociali dell'utenza ma destinato a diventare un laboratorio di innovazione in virtù dei tempi distesi per l'apprendimento e per lo spazio curricolare che si apre per i nuovi saperi. La legge 4 agosto 1977, n. 517 (legge Falcucci) introduce il principio dell'integrazione mediante l'assegnazione di insegnanti di sostegno alle classi che accolgono alunni portatori di handicap; si apre la possibilità di attivare interventi individualizzati in relazione alle esigenze dei singoli alunni, si stabiliscono nuove norme sulla valutazione e si aboliscono gli esami di riparazione per la scuola media.
Col decreto del Ministro della Pubblica Istruzione 9 febbraio 1979 vengono riformati i programmi della scuola media, con la scomparsa del latino come disciplina autonoma.

### Anni ottanta e novanta
Più volte nel corso degli anni ottanta si abbozza l'elevamento dell'obbligo scolastico, senza mai andare a buon fine (ad esempio si ipotizza, soprattutto, come strutturare il biennio, se propedeutico al triennio superiore od un semplice proseguimento della scuola media, se abbinarlo, o meno, a corsi di formazione professionale).
Non mancano tuttavia alcune innovazioni didattiche, come l'avvio dei Programmi Brocca indirizzati ai Licei ed in parte agli Istituti Tecnici, ed il Progetto '92 che riorganizza l'istruzione professionale.
Significativi invece i mutamenti della scuola elementare con i Programmi del 1985 (D.P.R. 12 febbraio 1985, n. 104) e la legge 5 giugno 1990, n.148 che ha come conseguenza la introduzione di una pluralità di docenti per la stessa classe. Secondo gli oppositori essa fu talvolta realizzata senza tenere conto delle specifiche abilità/competenze degli insegnanti, e spesso fonte di dinamiche perturbanti relativamente alla "prevalenza" dell'uno o dell'altro componente. Ad essi seguirono gli orientamenti delle scuole materne del 1991 segnano una stagione marcata da riforme che non derivano tanto da un impulso politico, quanto da una sorta di autogoverno di culture professionali, di cui anche la pedagogia accademica è in larga parte espressione.
Intanto col d. lgs. 16 aprile 1994, n. 297 viene emanato il testo unico delle disposizioni legislative in materia di istruzione che raccolse la materia in un unico testo organico; l'eliminazione degli esami di riparazione, attuata durante il primo governo Berlusconi ad opera del Ministro Francesco D'Onofrio nel 1995, fu un altro cambiamento critico, tuttora fonte di polemiche e recriminazioni.

#### La riforma Berlinguer
Nel 1996 le elezioni politiche vengono vinte dalla coalizione dell'Ulivo. A capo del dicastero della pubblica istruzione viene posto l'ex rettore dell'Università di Siena Luigi Berlinguer, il quale si propone importanti obiettivi: l'innalzamento dell'obbligo scolastico, la riforma dell'esame di maturità, l'autonomia scolastica ed il riordino dei cicli.
Berlinguer nel gennaio del 1997 pubblicò il primo Documento di discussione sulla riforma dei cicli di istruzione, che si dice fosse ispirato a un documento dal titolo Prospettive europee per il sistema formativo italiano fatto circolare fin dal settembre del 1996 da Attilio Monasta. In tale documento erano delineati i principi ispiratori dell'azione del ministro. Fra questi, in primo luogo, la necessità di superare la distinzione, tipica del sistema formativo italiano tradizionale, fra cultura e professionalità e, quindi, fra formazione culturale e formazione professionale. Uno dei concetti fondamentali è quello di «nuova professionalità», come capacità di «controllo e direzione dei processi in cui ciascuno è inserito», un concetto frutto della cultura sindacale degli anni settanta. Inoltre, l'articolazione del percorso scolastico non più per ordini e gradi di istruzione, bensì per obiettivi di apprendimento, con una sostanziale continuità dei cicli di istruzione. Due soli possibili modelli: o due cicli di istruzione (un ciclo di base, fino ai 13 o 14 anni, ed un ciclo secondario fino a 18 anni) o addirittura un ciclo unico, progressivo e comprensivo, dai 6 ai 16 o 17 anni. Ciò che avrebbe dovuto essere superato era la distinzione del percorso scolastico in tre cicli, fortemente separati fra loro ed altamente selettivi.
Così il 3 giugno 1997 il governo presenta la "Legge Quadro in materia di Riordino dei Cicli dell'Istruzione", con la quale doveva venire stravolto il sistema scolastico italiano, poiché erano previsti due cicli scolastici. Il ciclo primario, di sei anni di durata, diviso in tre bienni, aveva come scopo di "concorrere alla formazione dell'uomo e del cittadino nel rispetto e nella valorizzazione delle diversità individuali, sociali e culturali. Esso favorisce la formazione della personalità degli alunni promuovendone l'alfabetizzazione per l'acquisizione dei linguaggi e dei saperi indispensabili, per lo sviluppo delle capacità critiche e di un atteggiamento positivo nei confronti dell'apprendimento, per il riconoscimento e la condivisione dei valori fondanti la convivenza civile e democratica", e più in particolare i primi due bienni era "lo sviluppo delle conoscenze e delle abilità di base e della dimensione relazionale" ed il terzo biennio "il consolidamento, l'approfondimento e lo sviluppo delle conoscenze acquisite e la crescita di autonome capacità di studio, di elaborazione e di scelta coerenti con l'età degli alunni, mediante il graduale passaggio dalle grandi aree tematiche alle discipline. Anche il ciclo secondario durava sei anni e si articolava "nelle grandi aree umanistica, scientifica, tecnica, tecnologica, artistica e musicale ed ha la funzione di consolidare e riorganizzare le capacità e le competenze acquisite nel ciclo primario, di arricchire la formazione culturale, umana e civile degli studenti, sostenendoli nella progressiva assunzione di responsabilità, e di offrire loro conoscenze e capacità adeguate all'accesso all'istruzione superiore universitaria e non universitaria ovvero all'inserimento lavorativo", il primo anno si caratterizzava "per la prevalenza degli insegnamenti fondamentali [...]", il secondo ed il terzo anno "per l'approfondimento degli insegnamenti comuni e per la progressiva estensione dell'area degli insegnamenti disciplinari specifici dell'indirizzo prescelto [...]", ed infine il triennio finale riguardava gli insegnamenti specifici a ciascun indirizzo. Si accennava inoltre, alla formazione degli adulti, alla formazione continua ed all'istruzione tecnica superiore.
Nel frattempo Forza Italia ed Alleanza Nazionale presentano le loro proposte di riforma della scuola. Forza Italia propone di rimodulare la scansione, dopo la scuola d'infanzia, in tre gradi scolastici: primo grado, dai 6 ai 10 anni, secondo, dai 10 ai 14, terzo, dai 14 ai 18; inoltre abolizione del valore legale del titolo di studio, parità scolastica, formazione professionale a partire dai 12 anni di età, riforma della professione insegnante e l'elevazione dell'obbligo scolastico a 16 anni. Il testo di Alleanza Nazionale prevedeva la scansione Scuola Materna, Scuola di Base, Scuola Secondaria (biennio propedeutico agli studi del triennio), il Liceo unico, con cinque indirizzi, e l'Istituto Tecnico con molti indirizzi, la riforma dell'esame di maturità, l'autonomia della scuola, parità scolastica e l'istituzione dell'Ordine Nazionale dei Docenti (simile a quello dei medici, avvocati e notai).
Con la Legge 10 dicembre 1997, n. 425 viene riformato l'esame di maturità. L'esame di Stato comprende tre prove scritte e un colloquio. La prima riguarda la Lingua Italiana, la seconda una delle materie caratterizzanti l'indirizzo di studio e la terza, multidisciplinare, è una serie di quiz a risposta multipla. Il colloquio verte su argomenti multidisciplinari. Il punteggio di valutazione, passa dai sessantesimi ai centesimi e viene introdotto il credito formativo. La commissione è per metà di membri interni e per metà (più il presidente) di esterni. La riforma viene avviata con l'anno scolastico 1998/1999 (in pratica i nati dal 1980 in poi si sono diplomati con la votazione in centesimi).

### Anni duemila
Dall’inizio del secolo, la scuola italiana, come è avvenuto anche in altri sistemi normativi statali, è stata sottoposta alla crescente influenza dei principi provenienti dagli ordinamenti giuridici globali e sovranazionali, del tipo dell’Unione Europea o del Consiglio d’Europa, che, spesso attraverso le pronunce degli organi giurisdizionali, anche se tali Organizzazioni internazionali non hanno esercitato una formale competenza sui servizi sociali, hanno affermato taluni principi ed alcuni standards relativi al servizio dell’istruzione,  concepito generalmente come l’oggetto di un diritto soggettivo attribuito al soggetto fruitore di tale servizio, influendo sulle modalità della sua erogazione da parte delle pubbliche amministrazioni nazionali o degli altri soggetti autorizzati da queste amministrazioni, diretta anche a realizzare l’inclusione scolastica.

#### Riforma Moratti
Le elezioni politiche del 2001 vengono vinte dalla coalizione di centro-destra guidata da Silvio Berlusconi. Viene nominata Ministro dell'istruzione Letizia Moratti. La legge 10 marzo 2000 n 62 parificò strutturalmente le scuole non statali; la finanziaria 2002 fece un altro intervento isolato sull'esame di stato, trasformando, per puri motivi economici, la commissione da mista a tutta interna con il solo presidente esterno e l'anno seguente venne emanata una riforma organica con la legge 28 marzo 2003, n. 53, suscitando consensi e dissensi accesi su fronti opposti. Il numero di privatisti che ottiene il diploma iscrivendosi per l'esame nelle scuole paritarie è passato da 198 nel 2000 a 15.167 nel 2004 (7500%).

#### Le riforme del governo Prodi
Le elezioni del 2006 vengono vinte dalla coalizione guidata da Romano Prodi. Come Ministro della pubblica istruzione viene scelto Giuseppe Fioroni e viene bloccata l'attuazione dei provvedimenti riguardanti il secondo ciclo di studi della Legge 53/2003.
Nell'estate 2006 il ministro propone una revisione dell'esame di Stato (l'ex esame di Maturità), che va verso un irrigidimento: non ammissione degli studenti con debiti formativi nel triennio non saldati, ritorno delle commissioni miste. Nelle misure della finanziaria 2007 viene riportato l'obbligo scolastico a 16 anni.
Intanto alcune associazioni legate alla sinistra e alla CGIL-FLC raccolgono firme per la Legge di Iniziativa popolare per una buona scuola della Repubblica, con lo scopo di elevare l'obbligo scolastico a 16 anni, la costituzione del "biennio unitario" della scuola secondario superiore e il ridimensionamento del numero di indirizzi.
Il 4 agosto del 2006 viene presentata alle istituzioni parlamentari una legge di iniziativa popolare che interviene in modo organico sulla scuola, dalla materna alla media superiore, supportata da oltre 100 000 firme di cittadini e cittadine (Legge nº 1600 della XVª Legislatura).
Il ministro Fioroni ha inoltre reintrodotto i rimandi estivi al posto dei debiti formativi. I rimandi estivi furono introdotti per la prima volta nel 1923 durante la riforma Gentile e poi furono aboliti nel 1995 dal Ministro D'Onofrio.

#### Riforma Gelmini
Il 29 ottobre 2008 il Parlamento ha convertito in legge il decreto proposto dal Ministro Mariastella Gelmini che modifica il metodo di valutazione degli studenti nella scuola primaria, introducendo il voto con corrispondenza, e quello della scuola secondaria di primo grado, con il voto assoluto, e reintroduce il maestro unico nella scuola elementare, il decreto provoca diverse manifestazioni contrarie in tutta Italia, anche, riguardo gli istituti superiori, per la sensibile riduzione del tempo-scuola che essa attuò. La riforma ha riacceso il dibattito sul maestro prevalente nella scuola primaria, oltre che aver determinato dei tagli generalizzati all'istruzione, abolendo tra l'altro la normativa del 1969 sull'assegno universitario.

#### Riforma "Buona Scuola"

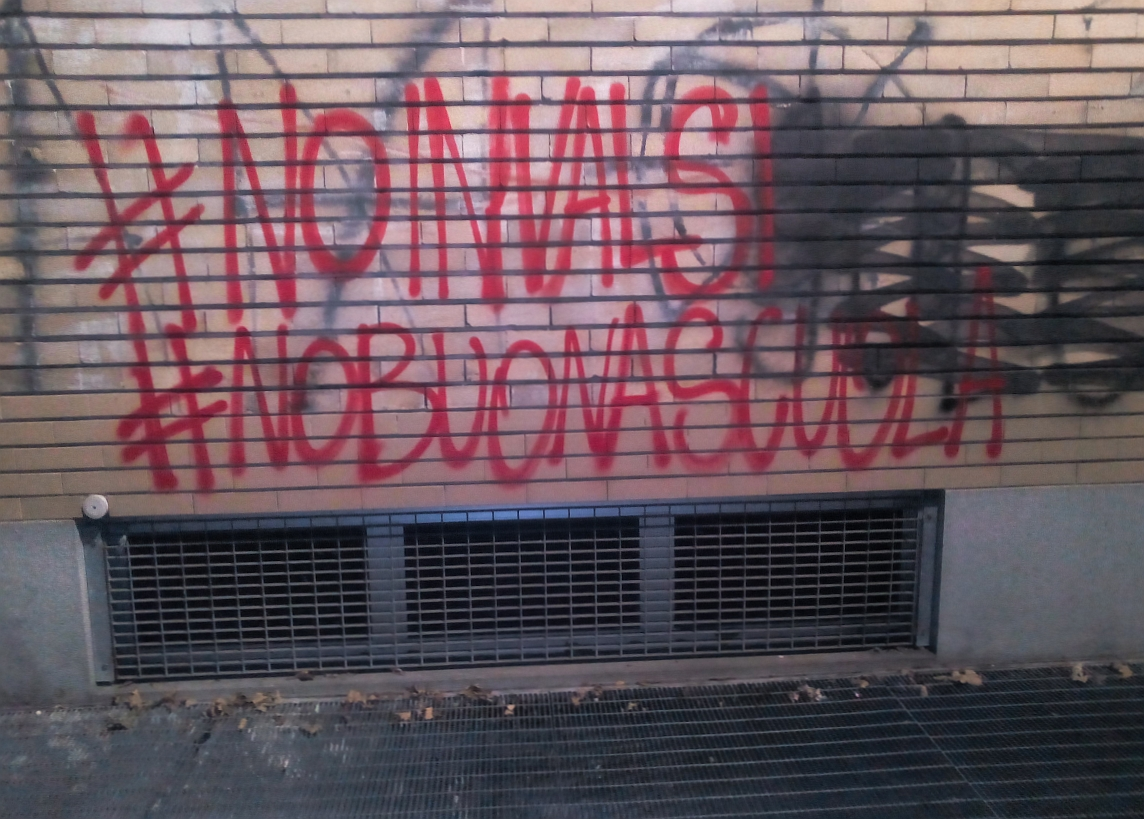
1. NOINVALSI #NOBUONASCUOLA, graffiti a Torino (zona Galfer)

La legge 13 luglio 2015, n. 107 di iniziativa del governo Renzi ha introdotto una nuova riforma della scuola in Italia, aumentando i poteri del dirigente scolastico, introducendo un sistema di valutazione del personale docente, la possibilità per gli studenti di personalizzare parzialmente il piano di studi se previsto dalla scuola che frequentano e l'obbligo della alternanza delle attività di scuola e lavoro anche per gli istituti non tecnici.

#### Il ministro Fedeli e i decreti delegati (“Buona Scuola-bis”)
Con la caduta del governo Renzi a seguito del fallimento del referendum costituzionale proposto dal segretario del Partito Democratico, si è avviato, nel dicembre 2016, un nuovo esecutivo presieduto dal precedente ministro degli esteri Paolo Gentiloni. Nel generale rimpasto dei vertici dei vari dicasteri, al posto del ministro Giannini è stata nominata ministro dell'istruzione la senatrice Valeria Fedeli, che ha subito posto come obiettivo prioritario della sua azione di governo quello di proseguire la riforma della “Buona Scuola” attraverso l'emanazione dei decreti attuativi della delega prevista dalla legge n. 107/2015. I decreti delegati sono stati approvati definitivamente in Consiglio dei Ministri il 7 aprile 2017 e pubblicati il 16 maggio 2017, tutti con la data del 13 aprile 2017 ed una numerazione consequenziale dal n. 59 al n. 65.
(Valeria Fedeli)
Ha affermato il ministro che con i decreti delegati
(Valeria Fedeli)
I decreti delegati sono entrati in vigore a partire dal 31 maggio 2017.

## Il corpo docente: reputazione e influsso sociale
Secondo Adolfo Scotto Di Luzio, docente di storia della pedagogia e delle istituzioni culturali all'Università di Bergamo, leggi e direttive degli ultimi anni, trasversali alle diverse forze politiche, hanno imposto un modello di scuola "confindustriale", che «muove nella direzione di una scuola di formazione, conforme alle esigenze del lavoro», nel quale «storia, filosofia, letteratura, persino la matematica, non contano più. Tutto quello che i docenti sanno, non vale nulla», gli insegnanti «sono considerati portatori di un sapere vecchio e inutile, non aggiornati, e additati come ultimi depositari di privilegi ingiustificati», e si genera un'«istruzione lasciata al mercato, alle risorse dei singoli».
Secondo il Global Teacher Status Index del 2018, che valuta ogni cinque anni la reputazione sociale dei docenti del ciclo primario e secondario in 35 Paesi, l'Italia è risultata ultima in Europa e terzultima nel campione, seguita da Brasile e Israele. La reputazione sociale, in particolare da parte di studenti e loro famigliari, è strettamente correlata al profitto scolastico medio. Nel precedente report del 2013, era penultima in Europa e quart'ultima nel campione. La metà dei docenti dichiarava di essere rispettata dai propri alunni, dei quali solo il 28% desiderava seguire la stessa professione (contro il 31 nel 2018): al di fuori della scelta o percorso lavorativo, l'Italia era ancora il secondo Paese in Europa per numero di studenti che affermava di essere stato significativamente influenzato da almeno un professore durante la propria vita scolastica e successiva.

### Riferimenti normativi
- Testo della Legge Casati (PDF). URL consultato il 26 dicembre 2019 (archiviato dall'url originale il 20 maggio 2012). - (13/11/1859 n. 3725).
- Testo integrale della Legge Coppino (PDF). URL consultato il 12 settembre 2007 (archiviato dall'url originale il 20 ottobre 2011).. Approvato dal Senato del Regno nella seduta del 1º giugno 1877 e ripresentato alla Camera il 4 giugno.
- Regio Decreto 6 maggio 1923, n. 1054, su normattiva.it.